# Michaël Perrotta
 (août 2023).
Si vous disposez d'ouvrages ou d'articles de référence ou si vous connaissez des sites web de qualité traitant du thème abordé ici, merci de compléter l'article en donnant les références utiles à sa vérifiabilité et en les liant à la section « Notes et références ».
Michaël Perrotta est un réalisateur et scénariste français, actif des années 1970 aux années 2000.

## Biographie
Né à San Marco dans la région de Naples en Italie, Michaël Perrotta arrive en France à l’âge de 20 ans.
Il commence sa carrière par de la figuration sur le tournage du film Le voleur de Louis Malle. Ce dernier remarque son intérêt pour le film en train de se faire. Il lui propose d’effectuer un stage au sein du laboratoire LTC. Ils se croisent de nouveau et Louis Malle lui propose alors d’être stagiaire sur le montage de ses deux documentaires L’Inde fantôme et Calcutta. Leur collaboration continue sur le tournage de Le Souffle au cœur sur lequel Michaël Perrotta est assistant réalisateur.
Il continuera de travailler à ce poste avec Joël Séria et Joël Santoni, entre autres.
Il réalise ses courts métrages et quelques documentaires suivis d’un long métrage La valse des pigeons et de plusieurs téléfilms.

### Vie personnelle
Il est marié à Cenzina Perrotta, ils ont un enfant, Antoine Perrotta.

## Filmographie

### Réalisateur

#### Télévision
- 1991 : La Valse des pigeons
- 1993 : La femme de l'italien
- 1994 : Aime-toi toujours
- 1994-1995 : Regards d'enfance
- 1996 : Le Bébé d'Elsa
- 1997 : Bob Million
- 2000 : Passage interdit
- 2000 : Le Bimillionnaire
- 2001 : Le Secret d'Alice
- 2001-2005 : L'Emmerdeuse (série de 3 téléfilms)
- 2002 : Et demain, Paula ?
- 2003-2005 : Les Cordier, juge et flic
- 2004 : Un parfum de Caraïbes
- 2005 : L'Enfant de personne
- 2004-2006 : Une femme d'honneur

#### Cinéma
- 1992 : La valse des pigeons

### Courts-métrages
- 1979 : Une histoire de fou
- 1979 : Baby-foot
- 1979 : Le garçon du café Roma
- 1981 : Le Tango pour l'émission Voir
- 1981 : Pigeon vole pour l'émission Voir
- 1982 : La prison sur la mer co-réalisation avec Cheik Doukouré
- 1988 : Manque de Pot
- 1988 : L'équivoque

### Documentaires
- 1980 : L'art du verre et du feu
- 1981 : La Venise des vénitiens
- 1989 : Viva Napoli !

### Assistant réalisateur
- 1971 : Le souffle au cœur de Louis Malle
- 1973 : Charlie et ses deux nénettes de Joël Séria
- 1973 : Au bout du rouleau de Claude Jean Bonnardot
- 1973 : La folie Almayer de Vittorio Cottafavi
- 1973 : Il mistero de Vittorio Cottafavi
- 1975 : Les œufs brouillés de Joël Séria

### Assistant monteur
- 1969 : L'Inde Fantôme de Louis Malle (6 films documentaires pour la BBC)
- 1969 : Bruno, l'enfant du Dimanche de Louis Grospierre
- 1970 : Ils de Jean Daniel Simon